# Bozjoerisjte
Bozjoerisjte of Bozhurishte (Bulgaars: Божурище) is een stad en gemeente in het westen van Bulgarije in de oblast Sofia.

## Geografie
De gemeente Bozjoerisjte ligt in het westelijke deel van de oblast Sofia. Met een oppervlakte van 142,884 km² is het de 17e van de 22 gemeenten van de oblast (oftewel 2,02% van het grondgebied). De grenzen zijn als volgt:
- in het noordwesten - gemeente Slivnitsa;
- in het noordoosten - gemeente Kostinbrod
- in het oosten en zuiden - de stad Sofia,
- in het zuidwesten - gemeente Pernik, oblast Pernik;
- in het westen - gemeente Breznik, oblast Pernik.

## Bevolking
Op 31 december 2020 telde de stad Bozjoerisjte 5.876 inwoners, terwijl de gelijknamige gemeente, inclusief 9 dorpen, 9.781 inwoners had.
| Stad     | 786   | 1 903 | 1 345 | 2 647 | 4 406 | 5 358 | 4 724 | 5 182 | 5 619 | 5 876 |
| Gemeente | 7 903 | 9 049 | 7 717 | 8 209 | 8 851 | 8 758 | 7 453 | 7 985 | 8 473 | 9 781 |

### Religie
De laatste volkstelling werd uitgevoerd in februari 2011 en was optioneel. Van de 8.473 inwoners reageerden er 7.130 op de volkstelling. Van deze 7.130 respondenten waren er 6.491 lid van de Bulgaars-Orthodoxe Kerk, oftewel 91% van de bevolking. De rest van de bevolking had een andere geloofsovertuiging of was niet religieus. 
| Religieuze samenstelling in februari 2011 | Religieuze samenstelling in februari 2011 | Religieuze samenstelling in februari 2011 | Religieuze samenstelling in februari 2011 | Religieuze samenstelling in februari 2011 |
| ----------------------------------------- | ----------------------------------------- | ----------------------------------------- | ----------------------------------------- | ----------------------------------------- |
|                                           |                                           |                                           |                                           |                                           |
| Bulgaars-Orthodoxe Kerk                   | Bulgaars-Orthodoxe Kerk                   |                                           | 91,04%                                    | 91,04%                                    |
| Katholieke Kerk                           | Katholieke Kerk                           |                                           | 0,69%                                     | 0,69%                                     |
| Protestantisme                            | Protestantisme                            |                                           | 0,73%                                     | 0,73%                                     |
| Islam                                     | Islam                                     |                                           | 0,53%                                     | 0,53%                                     |
| Geen                                      | Geen                                      |                                           | 2,27%                                     | 2,27%                                     |
| Anders/ Onbekend                          | Anders/ Onbekend                          |                                           | 4,74%                                     | 4,74%                                     |

## Gemeentelijke kernen
De gemeente Bozjoerisjte bestaat uit de stad Bozjoerisjte en de onderstaande 9 dorpen:
| - Goermazovo - Deljan - Zlatoesja | - Mala Rakovitsa - Pozjarevo - Prolesja | - Rosoman - Cherakovo - Chrabarsko |